# Diaea varians
Diaea varians är en spindelart som beskrevs av Kulczynski 1911. Diaea varians ingår i släktet Diaea och familjen krabbspindlar. Inga underarter finns listade i Catalogue of Life.